# Пьотър Сокалски
Пьотър Петрович Сокалски (на руски: Петр Петрович Сокальский) е руски композитор и журналист. Военен кореспондент в Руско-турската война (1877 – 1878).

## Биография
Пьотър Сокалски е роден на 14 септември 1832 г. в гр. Харков, Русия в семейството на потомствен музикант. Учи в естествения факултет на Харковския университет (1847 – 1857). Едновременно се занимава с музика. Работи като учител в Екатеринославската гимназия и събира народни песни. Магистър по химия (1855). Секретар на руското консулство в Ню Йорк (1857 – 1860). Занимава се с журналистика като редактор „Одесский вестник“ (1871 – 1876).
По време на Руско-турската война (1877 – 1878) е военен кореспондент на в-к „Голос“ и в-к „Одесский вестник“ в Действащата руска армия на Балканския полуостров. Отразява действия от началото на войната. Кореспонденциите му се публикуват редовно. Застъпник на българската национална кауза.
След 1878 г. се занимава основно с музика и белетристика. Автор на статии по химия, селско стопанство, икономика и музика. Основава в Одеса „Филхармоническо общество“ (1864). Издава капиталния си труд „Руска народна музика“ (1888). Автор на операта „Осады Дубно“, „Мазепа“ и „Майска нощ“; „Славянский марш“, „Священный благовест“, „Песнь утопленницы“, рапсодията „На берегах Дуная“, 32 романса, полки, валса и др.